# Damien Delaney
Damien Finbarr Delaney (* 20. Juli 1981 in Cork) ist ein ehemaliger irischer Fußballspieler. Als Innenverteidiger, der auch als Linksverteidiger oder im defensiven Mittelfeld eingesetzt werden konnte, war er allem bekannt für seine Zeit beim Hull City vor der vierten bis zur zweiten Liga in den Nuller-Jahren, bevor er zwischen 2013 und 2018 im fortgeschritteten Alter 130 Premier-League-Partien für Crystal Palace absolvierte. Für die irische Nationalmannschaft kam er zwischen 2008 und 2014 auf insgesamt neun A-Länderspiele.

## Sportlicher Werdegang

### Cork City
Delaney erlernte in seiner irischen Geburtsstadt Cork das Fußballspielen beim heimischen Klub Avondale United, bevor er es ihn mit Cork City zum größten Verein in der Stadt zog. Anfänglich spielte er parallel noch Gaelic Football für den St Michael’s Gaelic Football Club und gewann im Jahr 1999 die Munsty Minor Championship, bevor er sich vollständig dem (englischen) Fußball verschrieb. Dort gewann er mit dem Nachwuchs von Cork City im Jahr 2000 den FAI Youth Cup und erzielte dabei ein Tor. Kurz darauf gelang ihm auch bei seinem Debüt für die erste Mannschaft ein Treffer im Halbfinale des FAI Super Cups gegen Bohemians Dublin, in dem der Klub im Elfmeterschießen unterlag. Sein Einstand auf europäischer Ebene folgte kurz darauf in der Qualifikation für den UEFA-Pokal; dort war er gleichsam in Hin- und Rückspiel vertreten, schied mit seiner Mannschaft nach zwei 0:1-Niederlagen gegen den FC Lausanne-Sport aus der Schweiz aus. Am 13. August 2000 bestritt er sein erstes Ligaspiel, wechselte nach acht weiteren Meisterschaftseinsätzen für 50.000 Pfund zu Leicester City in die englischen Premier League und unterzeichnete dort einen Fünfjahresvertrag. Teil des „Deals“ war ein Freundschaftsspiel zwischen den beiden Klubs.

### Leicester City und Hull City
Trainer bei den „Foxes“ war zu dieser Zeit Peter Taylor, unter dem Delaney letztlich acht Erstligaspiele machte. Der sportliche Durchbruch blieb dem irischen Talent jedoch verwehrt und stattdessen sammelte er auf Leihbasis bei Stockport County (zwischen November 2001 und Februar 2002 in der zweiten Liga), Huddersfield Town und Mansfield Town (zwischen März und Mai 2002 bzw. September und Oktober 2002 jeweils in der dritten Liga) Spielpraxis. Am 9. Februar 2002 war ihm dabei gegen Rotherham United (2:3) sein erstes Profitor gelungen. Kurze Zeit nach seiner Zeit in Mansfield nahm ihn Taylor zum zweiten Mal unter Vertrag, nachdem er zwischenzeitlich beim Viertligisten Hull City angeheuert hatte; die Ablösesumme betrug ein weiteres Mal 50.000 Pfund.
Nach einem holprigen Start bei dem neuen Klub, als Delaney im Mittelfeld und als linker Verteidiger ausprobiert worden war, eroberte er sich einen Stammplatz in der Innenverteidigung, in der er als groß gewachsener Abwehrrecke mit konstanten Darbietungen überzeugte. In der Aufstiegssaison 2003/04 verpasste er keine der 46 Ligapartien; dazu wurde sein Tor zum 1:0-Sieg gegen den AFC Rochdale zum „Tor der Saison“ gewählt. Als Hull City in der darauf folgenden Spielzeit 2004/05 als Drittliga-Vizemeister den direkten Durchmarsch in die Zweitklassigkeit bewerkstelligte, bestritt Delaney ein weiteres Mal 43 von 46 möglichen Meisterschaftsspielen. Im Verlauf der Zweitligasaison zeigte sich Delaney erneut vielseitig einsetzbar, zumeist als Innenverteidiger, aber aufgrund des Ausfalls zweier etatmäßiger Linksverteidiger auch auf dieser Position, dazu gelegentlich im Mittelfeld, um dort für Stabilität zu sorgen und die körperliche Präsenz zu erhöhen. Als Hull City nach Ende der Saison 2007/08 erstmals in die Premier League aufstieg, hatte Delaney Mitte Januar 2008 den Klub bereits in Richtung des Zweitligakonkurrenten Queens Park Rangers verlassen, um dort einen Vertrag über dreieinhalb Jahren zu unterschreiben.

### Queens Park Rangers & Ipswich Town
Über die Ablösesumme wurde Stillschweigen vereinbart, wobei bekannt wurde, dass „QPR“ das ursprüngliche Gebot von 300.000 Pfund noch einmal erhöhen musste, nachdem die ursprünglich geplante Verpflichtung Tommy Spurr von Sheffield Wednesday gescheitert war. Gegen eben diesen Gegner schoss Delaney am 8. März 2008 sein erstes Tor anlässlich einer 1:2-Niederlage. Der Aufenthalt bei dem Londoner Klub dauerte gut anderthalb Jahre, bevor sich Delaney nach Ende der Saison 2008/09 einem weiteren Zweitligisten anschloss. Für den Wechsel zu Ipswich Town, bei dem er einen Vertrag mit einer Laufzeit von zwei Jahren unterschrieb, wurde eine direkte Ablösesumme von 750.000 Pfund fällig, plus weiterer 250.000 Pfund im Falle des Erreichens eines Playoff-Platzes sowie zusätzlicher 100.000 Pfund ab dem 50. Einsatz für Ipswich. Mit Gareth McAuley bildete er dann zumeist die Innenverteidigung, bevor er nach 30 Einsätzen in der Saison 2011/12 in der Hackordnung hinter Luke Chambers und Tommy Smith zurückfiel. Daurch wurde ihm nach 106 Pflichtspieleinsätzen die Freigabe für einen Abgang erteilt. Am letzten Tag des Sommer-Wechselfensters heuerte er am 31. August 2012 beim Zweitligakonkurrenten Crystal Palace an.

### Crystal Palace
Der Vertrag bei „Palace“ war zunächst kurzfristig nur bis Januar 2013 ausgelegt, der aber Mitte November 2012 bis zum Sommer 2014 verlängert wurde, nachdem er schnell von seinen Qualitäten überzeugt hatte. Er absolvierte in der Spielzeit 2012/13 insgesamt 45 Pflichtspiele und war Teil der Mannschaft, der über einen Play-off-Finalsieg über den FC Watford der Aufstieg in die Premier League gelang. Dort war er weiter Stammspieler mit 37 Premier-League-Einsätzen in der Saison 2013/14, wobei er am 5. Mai 2014 daheim gegen den FC Liverpool (3:3) seinen ersten Premier-League-Treffer erzielte. In den folgenden drei Jahren blieb er mit 90 weiteren Premier-League-Partien für Crystal Palace eine feste Größe und blieb dem Verein auch in der Saison 2017/18 erhalten, obwohl er in diesem Jahr nur noch eine Nebenrolle übernahm. Höhepunkt während seiner Zeit dort war das Erreichen des Endspiels im FA Cup 2016, als er in der Startelf der Mannschaft stand, die nur knapp nach Verlängerung dem großen Favoriten Manchester United mit 1:2 unterlag. Erst in seiner letzten Saison 2017/18, in der er auf seinen 37. Geburtstag zuging, absolvierte er als Ergänzungsspieler nur noch vier Pflichtspiele und kehrte Anfang Juli 2018 in seine irische Heimat zu Cork City zurück. Verlockend war das Angebot auch deswegen, weil sich der Klub als Meister 2017 für die Vorrunde der Champions League qualifiziert hatte.

### Rückkehr nach Irland
Delaney bestritt vier Europapokalspiele für Cork City, darunter die ersten beiden gegen den polnischen Vertreter Legia Warschau. Nach zwei Niederlagen mit 0:1 und 0:3 rutschte der Klub in die Qualifikationsrunde der Europa League ab, in der Delaney mit Cork City dann an Rosenborg Trondheim aus Norwegen mit 0:2 und 0:3 scheiterte. Insgesamt kam er noch auf vierzehn Pflichtpartien in der ausgehenden 2018er Saison, schoss dabei gegen Derry City in seinem ersten Monat ein einziges Tor und verließ den Klub nach Abschluss der Spielzeit, um für die 2019er Saison beim Ligakontrahenten Waterford FC anzuheuern. Dort bestritt er 20 weitere Erstligaspiele und schoss ein Tor gegen die Finn Harps, bevor er im Juli 2019 seine aktive Karriere beendete.

### Irische Nationalmannschaft
Im vergleichsweise fortgeschrittenen Alter von fast 27 Jahren wurde Delaney erstmalig von dem damaligen Trainer Giovanni Trapattoni in den Kader der irischen Nationalmannschaft berufen. In den beiden Freundschaftspielen im Mai 2008 gegen Serbien (1:1) und Kolumbien (1:0) blieb er zwar unbesiegt, musste dann jedoch fast drei Jahre auf seinen nächsten Einsätze warten. Höhepunkt war für ihn ein deutlicher 5:0-Erfolg gegen den Erzrivalen aus Nordirland am 24. Mai 2011. Die Nationalmannschaftslaufbahn endete am 25. Mai 2014 mit seinem neunten Einsatz anlässlich einer 1:2-Heimniederlage gegen die Türkei. Die Partien hatten mit einer Ausnahme, eine 0:3-Niederlage in Köln gegen Deutschland im Rahmen der Qualifikation für die WM-Endrunde 2014 am 11. Oktober 2013, Freundschaftsspiel-Charakter.